# Capricorn Records

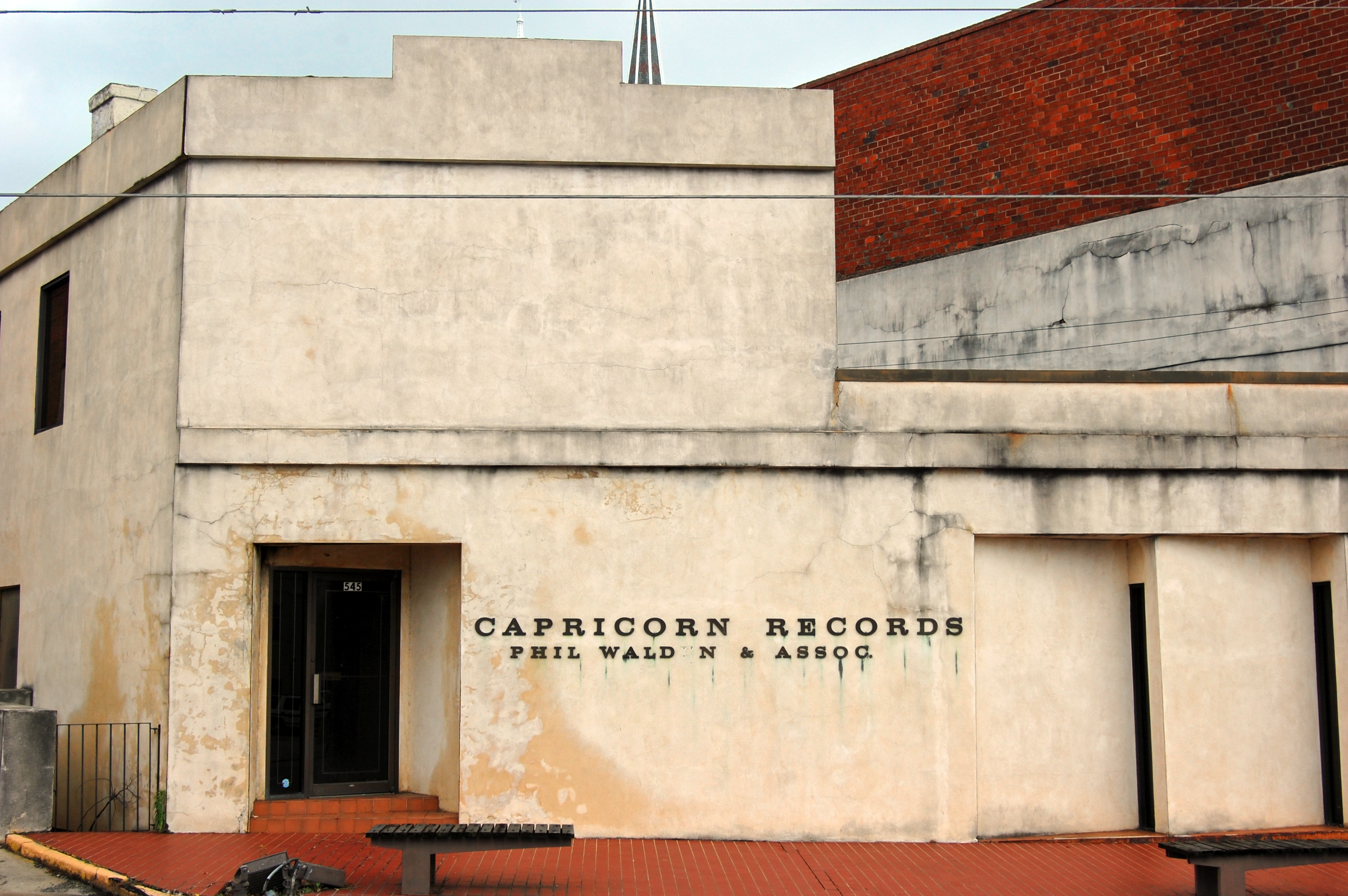
gebouw van Capricorn Records

Capricorn Records is een onafhankelijk platenlabel opgericht door Phil Walden en Frank Fenter in 1969 in Macon, Georgia. Capricorn werd beroemd door zijn rol in het promoten van Southern rock, met de The Allman Brothers Band op het voorplan, maar ook met de Marshall Tucker Band, Elvin Bishop, Wet Willie, Hydra en Jonathan Edwards. Aanvankelijk werden de platen  verdeeld door Atlantic Records, later door Warner Bros. Records, en nog later door PolyGram. Capricorn stopte zijn activiteiten in 1979.
Het label werd in het begin van de jaren 1990 heropgericht vanuit Nashville, Tennessee als een joint venture met Warner Bros.. Distributie ging later over naar het onafhankelijke RED-distributienetwerk van Sony Music, toen Mercury Records. 311 en Cake waren de populairste bands die van Capricorn kwamen gedurende deze periode. Zomba Records, afdeling Volcano Entertainment kocht de tweede incarnatie van Capricorn (die toen, opnieuw, zijn hoofdkwartier had in Atlanta) in 2001. Andere bands waren Rabbitt en Big Sister. Vanaf 2002 werden bij Capricorn geen nieuwe opnames uitgebracht, doordat de overgebleven bands werden afgestoten of overgebracht naar Volcano (311), of naar andere labels (Cake).  
Capricorns medestichter Phil Walden overleed op 23 april 2006, op 66-jarige leeftijd en medestichter Frank Fenter op 21 juli 1983, op slechts 47-jarige leeftijd. 